# بيتر بول روبنس
بيتروس باولوس روبنس (بالهولندية: Pieter Paul Rubens) رسّام فلامنكي (نسبة إلى مقاطعة فلاندرس في بلجيكا) (ولد في زيغن، وسفاليا 1577- أنتفيربن 1640م) تعدّ أعماله مثالا صارخا على المدرسة الباروكية في فن التصوير، كانت تجمع بين أسلوب المدرسة الإيطالية وواقعية المدرسة الفلامكنية.
أدار ورشة للتصوير في أنتفيربن -بلجيكا- (Antwerpen)، طوّر أسلوبه الخاص، والمتميز بالألوان المثيرة والرسومات المتوهجة، كانت له قوة تعبيرية ظهرت من خلال المواضيع المختلفة التي عالجها (الحِسية، والحركية)، أظهر فنه تأثرا واضحا بالحركة الإصلاحية التي شملت العقيدة الكاثوليكية. كان مطلوبا لدى العديد من البلاطات الملكية والأميرية في أوروبا. أنجز العديد من اللوحات لـ«ماريا دي ميديشي» (ملكة فرنسا) و«فيليب الرابع ملك إسبانيا». وصل بيتر بول روبانس إلى قمة عمله الفني في أنتفيربن.
بالإضافة لعمله في مرسم كبير في أنتويرب، أنتج فيه لوحات مشهورة بين الطبقة النبيلة وجامعي الفن عبر أوروبا، كان مثقفًا كلاسيكيًا ومدرسًا إنسانيًا ودبلوماسيًا، تقلّد وسام الفروسية من قِبل فيليب الرابع ملك إسبانيا وتشارلز الأول ملك إنجلترا. كان روبنس فنانًا مُنتجًا. يتضمن فهرس أعماله، الذي وضعه مايكل جافيه، 1,403 لوحة فنية، عدا النسخ العديدة التي رُسمت في ورشته.
كانت أعماله التي يُكلف بها عبارة عن «رسومات تاريخية (قصصية)» في غالبيتها، تضمنت مواضيع دينية وميثولوجية، ومشاهد صيد. رسمَ لوحات بورتريه، خصوصًا للأصدقاء، ورسومات شخصية له، ولاحقًا في حياته، رسم عدة مناظر طبيعية. صمم روبنس المنسوجات المزركشة والطبعات، إضافة إلى منزله. أشرف روبنس على الديكورات العابرة لدخول الكاردينال-إنفانتي فرناندو من النمسا إلى أنتويرب عام 1635.
رسوماته، بالدرجة الأولى قوية وبدون تفاصيل بالغة. استخدم أيضًا الرسوم التخطيطية الزيتية كدراسات تمهيدية. كان واحدًا من آخر الفنانين الكبار ممن يستخدمون اللوحات الخشبية كسطح للرسم، حتى للأعمال الكبيرة جدًا، لكنه استخدم الرسم على الخيش أيضًا، وخصوصًا عندما يتعين إرسال العمل لمسافات طويلة. بالنسبة للوحات المذابح، رسم أحيانًا على الأردواز لتقليل مشاكل الانعكاس.

## سيرة حياته

### بداية حياته
ولد روبنس في مدينة زيغن، والديه جان روبنس وماريا بايبلينكس. سُمّي على شرف القديس بيتر والقديس بول، لأنه ولد في يوم عيدهما. والده كالفيني، وهربت أمه من أنتويرب إلى كولونيا عام 1568، بعد ازدياد الاضطراب الديني واضطهاد البروتستانت خلال حكم دوق ألبا للأراضي المنخفضة الهابسبورجية. عُمّد روبنس في كولونيا في كنيسة القديس بيتر.
أصبح جان روبنس المستشار القانوني (وعشيق) آنا دوقة ساكسون، الزوجة الثانية لويليام الأول (ويليام الصامت)، واستقر في بلاطها في زيغن عام 1570، مُعتنيًا بابنتها كريستين التي ولدت عام 1571.
بعد سجنه بسبب هذه العلاقة، ولد بيتر بول روبنس عام 1577. عادت العائلة إلى كولونيا في السنة التالية. في عام 1589، بعد سنتين من وفاة والده، انتقل روبنس مع أمه ماريا بايبلينكس إلى أنتويرب، وتربى هناك ككاثوليكي.
ظهر الدين بشكل أساسي في معظم أعماله، وأصبح روبنس لاحقًا واحدًا من الأصوات القائدة في أسلوب رسم الإصلاح المضاد الكاثوليكي. قال: «يأتي شغفي من السماوات، وليس من التأملات الأرضية».

### التدريب
في أنتويرب، تلقى روبنس تعليمًا من إنسانيي النهضة، دارسًا الأدب اللاتيني والكلاسيكي. بعمر الرابعة عشرة بدأ تدريبه الفني مع توبايس فيرهايخت. لاحقًا، درس تحت إشراف اثنين من الرسامين الرائدين في المدينة في ذلك الوقت، فناني النهجية، آدم فان نورت وأوتو فان فيين. تضمن الكثير من تدريبه الأول نسخًا للأعمال الأولى للفنانين، مثل خشيبات هانس هولباين الابن ونقوش مارك أنتونيو رايموندس بعد تصاميم رافائيل. أنهى روبنس تعليمه عام 1598، وعندئذ دخل نقابة سانت لوك كمُعلم مستقل.

### إيطاليا (1600-1608)

سقوط فايثون لوحة بريشة الرسام الفلمنكي بيتر بول روبنز (1605-1604)، المعرض الوطني للفنون.

في عام 1600 ذهب روبنس إلى إيطاليا. توقف أولًا في البندقية، ورأى هناك لوحاتٍ لتيتيان، وفرونزه وتينتوريتو، قبل أن يستقر في مانتوفا في بلاط الدوق فينشينسو الأول غونزاغا. كان لتشكيلات فرونزه وتينتوريتو وطريقة استخدامهما للألوان تأثير مباشر على رسم روبنس، وكان أسلوبه -الذي نضج لاحقًا- متأثرًا بشكل عميق بتيتيان. بدعم مالي من الدوق، ذهب روبنس إلى روما عبر فلورنسا عام 1601. درس هناك الفن اليوناني والروماني الكلاسيكي ونسخ أعمالًا للأساتذة الإيطاليين. كان للمنحوتة الهلنستية لاوكون وأبناؤه تأثير خاص عليه، وكما كان لفن ميكيلانجيلو، ورافائيل وليوناردو دا فينشي. كان متأثرًا أيضًا بشكل كبير بالرسومات الحديثة الطبيعية لكارافاجيو.
رسم روبنس لاحقًا نسخةً من لوحة كارافاجيو دفن المسيح، ونصح راعيه، دوق مانتوفا، باقتناء لوحة وفاة العذراء (اللوفر). بعد عودته من أنتويرب، كان له دور رئيسي في شراء عذراء المسبحة (متحف تاريخ الفنون، فيينا) لكنيسة سانت بول في أنتويرب. خلال بقائه الأول في روما، أكمل روبنس تكليفه برسم لوحة لمذبح الكنيسة، القديسة هيلينا مع الصليب الحقيقي لكنيسة سانتا كروس في الأورشليم للروم الكاثوليك.
ذهب روبنس إلى إسبانيا في أول مهمة سياسية عام 1603، مُقدمًا هدايا من كونزاغاس لبلاط الملك فيليب الثالث. وبينما هو هناك، درس المجموعات الشاملة لرافائيل وتيتيان التي جمعها الملك فيليب الثاني. رسم أيضًا البورتريه الفروسي لدوق ليرما خلال بقائه هناك (متحف برادو، مدريد) والتي تبين تأثرًا بأعمال تيتيان مثل تشارلز الخامس في مولبرغ (1548؛ برادو، مدريد). كانت هذه الرحلة الأولى بين رحلات كثيرة خلال مسيرته المهنية التي جمعت ما بين الفن والدبلوماسية.
عاد إلى إيطاليا عام 1604، وبقي هناك لأربع سنوات، بدايةً في مانتوفا وبعدها في جنوى وروما. في جنوى، رسم روبنس لوحات بورتريه كثيرة، مثل مارشيسا بريجيدا سبينولا– دوريا (المتحف الوطني للفن، واشنطن، العاصمة)، ولوحة بورتر يه لماريا دي أنتونيو سيرا بالافيشيني، بأسلوب أثر على رسومات لاحقة لأنطوني فان ديك وجوشوا راينولدس وتوماس غينزبرة.
بدأ أيضًا بوضع كتاب رسومٍ توضيحية للأماكن في المدينة، الذي نُشر عام 1622 باسم أماكن جنوى. من عام 1606 إلى 1608، أمضى أغلب وقته في روما. خلال هذه الفترة تلقى روبنس، بمساعدة الكاردينال جاكوبو سيرا (شقيق ماريا بالافيشيني)، تكليفه الأهم حتى ذلك التاريخ للمذبح الرئيسي لكنيسة المدينة الجديدة الأكثر أناقة، سانتا ماريا في الوادي الصغير المعروفة أيضًا باسم تشيزا نوفا.
كان موضوع اللوحة، خشوع غريغوري الأول وقديسون مهمون محليون لأيقونة العذراء والطفل. كانت النسخة الأولى، رسم منفرد على الخيش (الآن في متحف الفنون الجميلة، غرينوبل)، استبدلت حالًا بنسخة ثانية من ثلاثة ألواح من الأردواز التي تتيح إظهار الصورة المقدسة الإعجازية الحقيقية «للقديسة ماريا في الوادي الصغير» في أيام الاحتفالات المقدسة المهمة من خلال ألواح نحاسية قابلة للإزالة.
استمرت تجارب روبنس في إيطاليا بالتأثير على عمله. استمر بكتابة العديد من رسائله وردوده بالإيطالية، موقعًا اسمه «بييترو باولو روبنس»، وتحدث بشوق عن عودته إلى شبه الجزيرة؛ أمل لم يتحقق أبدًا.

### أنتويرب (1609-1621)
بعد سماعه بمرض والدته عام 1608، خطط روبنس لترك إيطاليا والذهاب إلى أنتويرب. لكن، توفيت قبل وصوله. صادفت عودته فترة ازدهار متجددة في المدينة بعد توقيع معاهدة أنتويرب في أبريل عام 1609، التي استهلت هدنة الإثني عشرة سنة. في سبتمبر عام 1609 عُيِّن روبنس كرسام البلاط من قبل ألبرت السابع، أرشيدوق النمسا، والإنفانتا إيزابيلا كلارا يوجينيا، حاكما البلدان المنخفضة.
تلقى إذنًا خاصًا لتأسيس مرسمه في أنتويرب بدلًا من بلاطهما في بروكسل، وأن يعمل أيضًا لزبائن آخرين. بقي قريبًا من الأرشيدوقة إيزابيلا حتى وفاتها عام 1633، ودُعي ليس فقط كرّسام بل أيضًا كسفير ودبلوماسي. أوثق روبنس ارتباطه بالمدينة أكثر حين تزوج -في 3 أكتوبر عام 1609- من إيزابيلا برانت.

## أعماله الأخرى
من أهم أعماله الأخرى:
- القديس غريغريوس البابا (1607م)، متحف غرونبل- بلجيكا.
- استنزال الصليب (1612م)، كاتدرائية أنتفيربن.
- تقبير السيد المسيح -وضعه في القبر- (1616م)، كنسية القديس جيري (كامبري- فرنسا).
- صراع الأمازونيات (1617م)، ميونخ.
- ساتورون يلتهم ابنه (1636م)، متحف ديل برادو - مدريد

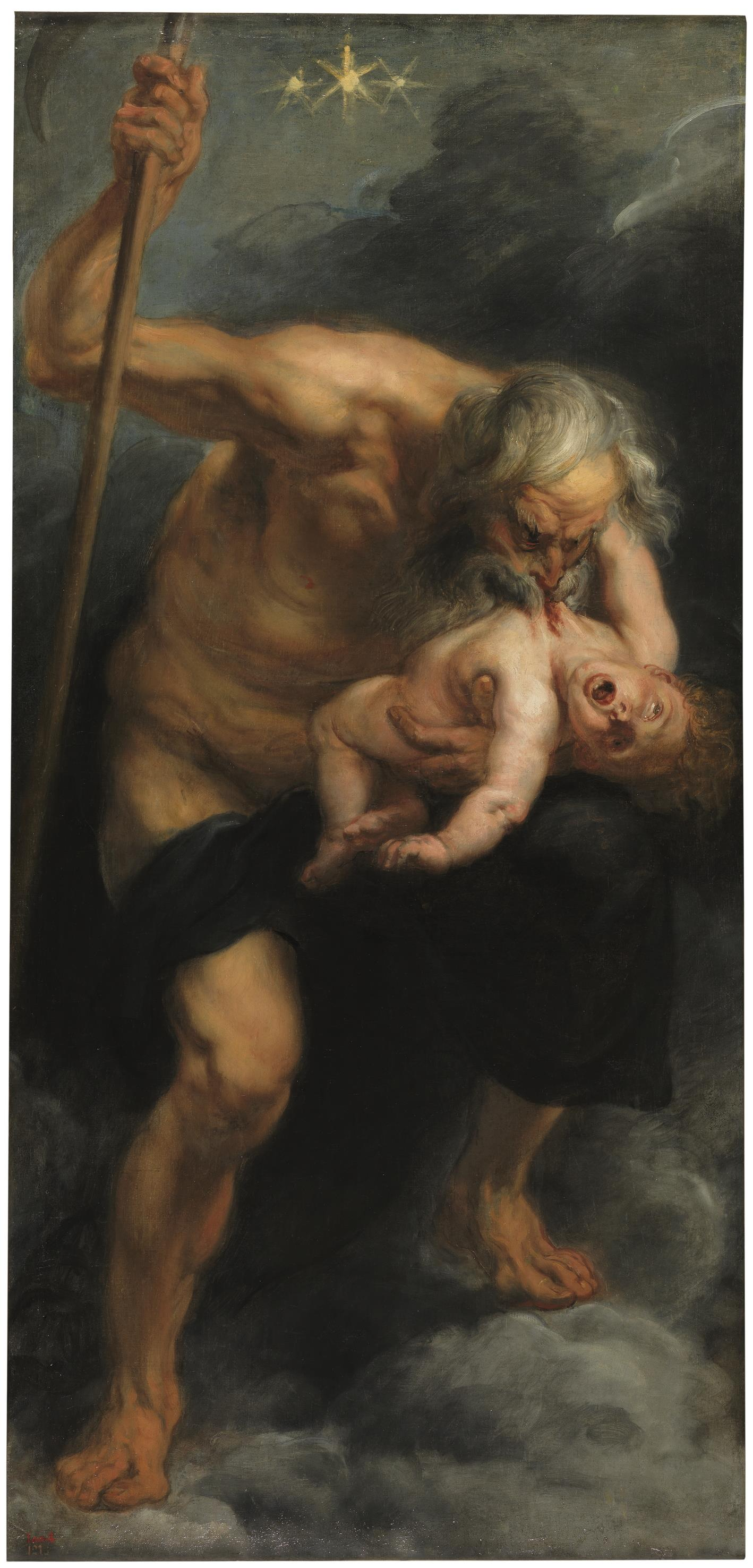
ساتورون يلتهم ابنه بريشة بيتر بول روبنس من عام 1636، متحف ديل برادو - مدريد

## معرض صور

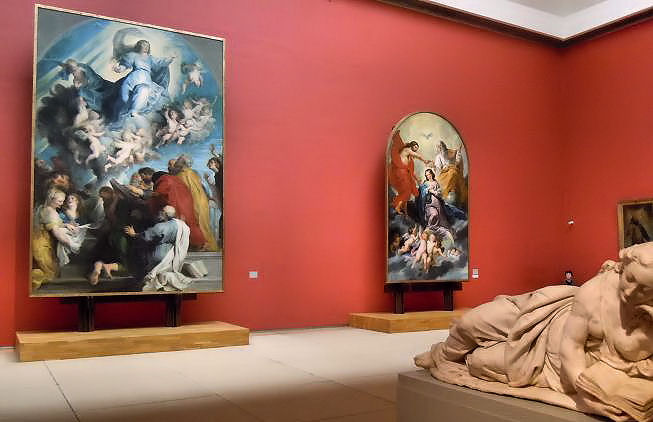
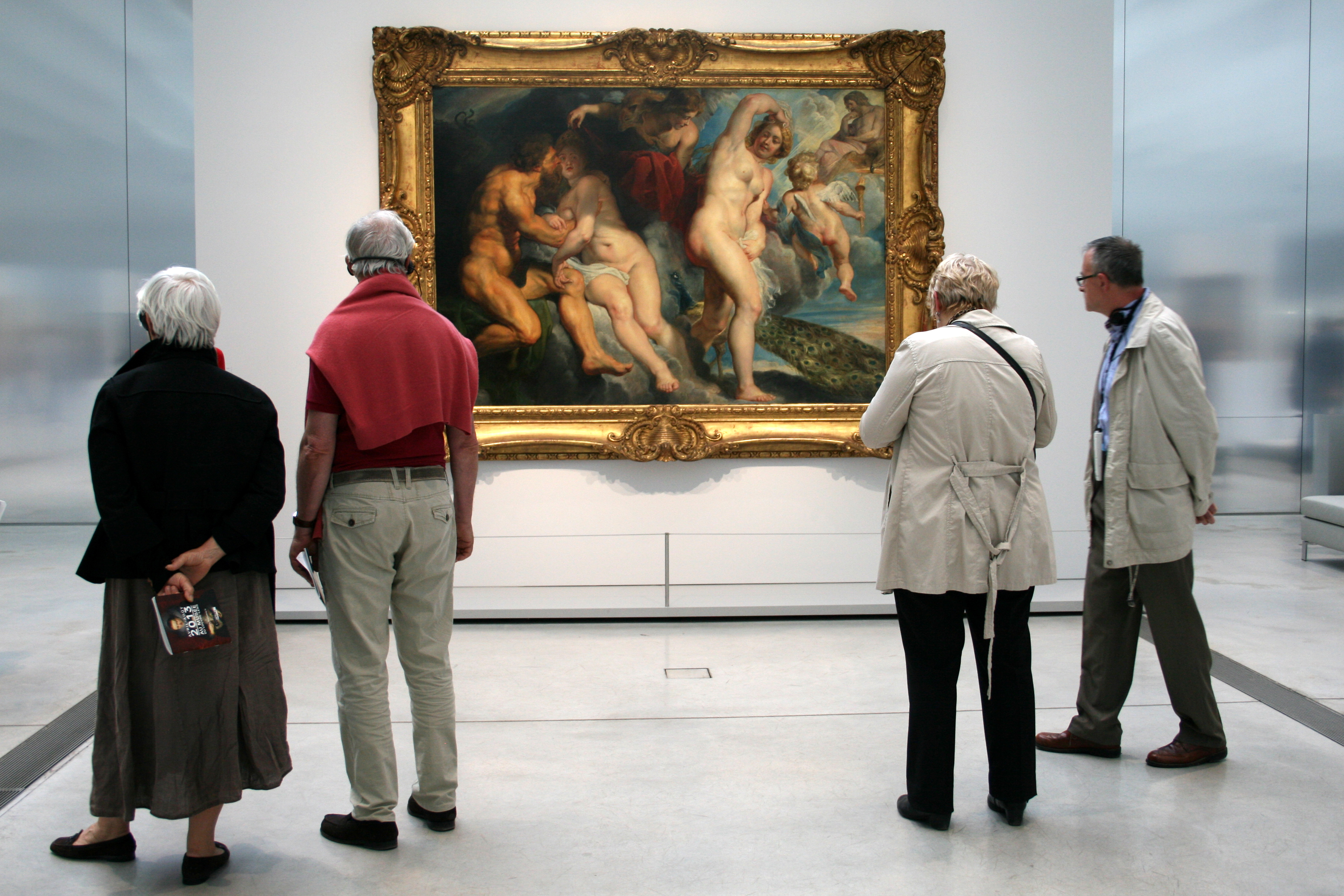
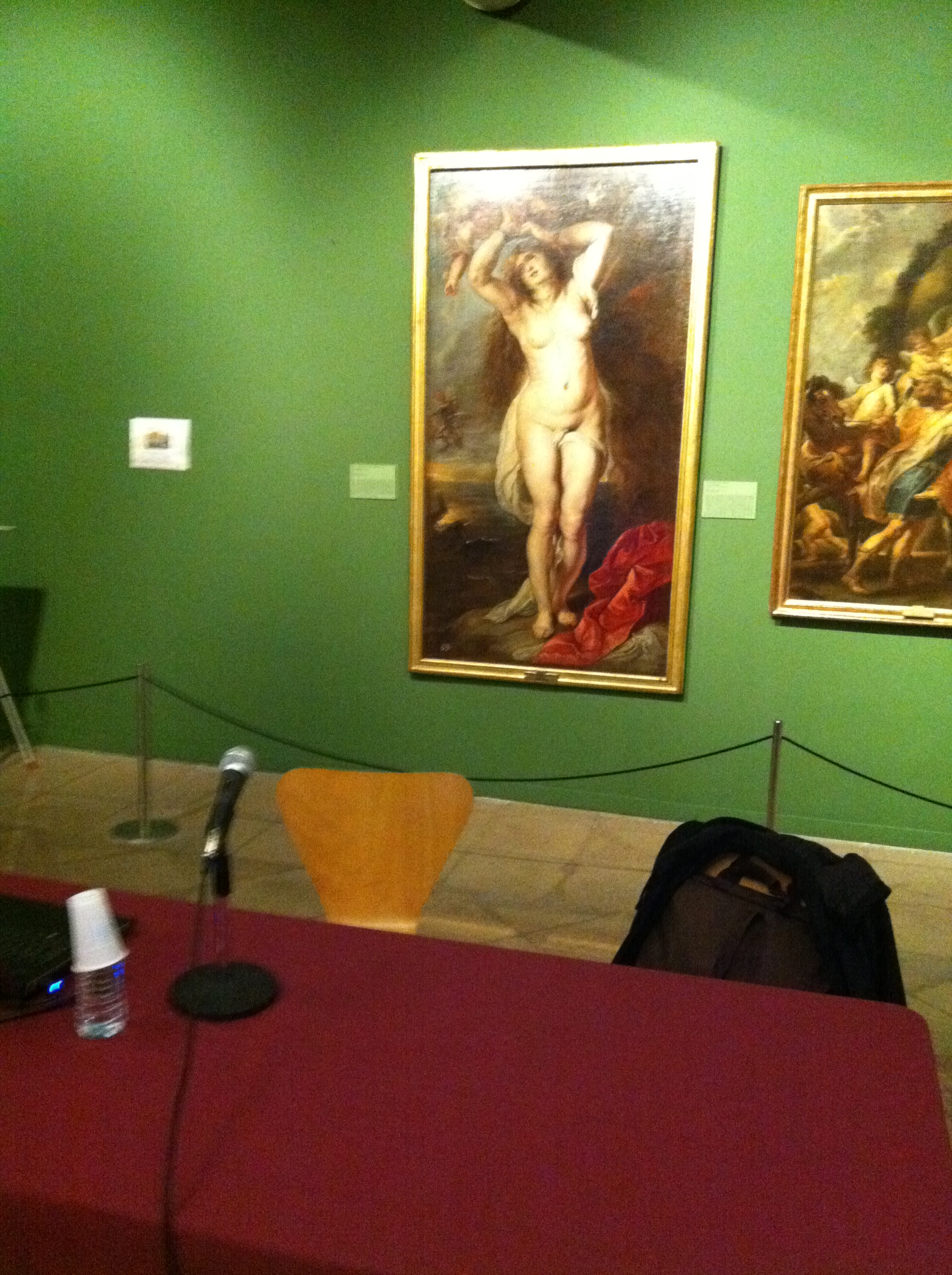

## روابط خارجية
- بيتر بول روبنس على موقع IMDb (الإنجليزية)
- بيتر بول روبنس على موقع الموسوعة البريطانية (الإنجليزية)
- بيتر بول روبنس على موقع ميوزك برينز (الإنجليزية)
- بيتر بول روبنس على موقع إن إن دي بي (الإنجليزية)
- بيتر بول روبنس على موقع ديسكوغز (الإنجليزية)